# Бабинское (сельское поселение, Удмуртия)
Бабинское — упразднённое муниципальное образование со статусом сельского поселения в составе Завьяловского района Удмуртии.
Административный центр — село Бабино.
Образовано в 2005 году в результате реформы местного самоуправления.
25 июня 2021 года упразднено в связи с преобразованием муниципального района в муниципальный округ.

## Географические данные
Находится на юго-востоке района, граничит:
- на западе с Каменским сельским поселением
- на севере с Завьяловским сельским поселением
- на северо-востоке с Гольянским сельским поселением
- на юго-западе с Малопургинским районом
- на юго-востоке с Сарапульским районом

По территории поселения протекают реки Нечкинка и её притоки — Коньки, Бисарка, Якшур и Рассоха. Выше села Бабино по течению Нечинки находится Бабинский пруд.

## История
Козьмодемьянский сельсовет Бурановской волости с центром в селе Козьмодемьянское (старое название села Бабино) был образован в 1924 году и на тот момент состоял из 12 населённых пунктов: деревень Бисарки Вотские, Докья Большая, Жеребенки, Коньки, Ожмос-Пурга, Сапарово и Симанки и починков Вараксино, Девятово, Докья малая и Кетул Большой. Однако уже через год было произведено разукрупнение сельских советов и Девятово, Коньки и Симанки были переведены в Никольский сельсовет.
В 1929 году сельсовет входит во вновь образованный Ижевский район. В 1931 году его включают в Малопургинский район, а в 1939 году — в Завьяловский район. В 1954 году Козьмодемьянский и Никольско-Бурановский сельсоветы объединяются в Бабинский. В 1958 году к Бабинскому присоединяется Бахиловский сельсовет.
В 1994 сельсовет преобразуется в Бабинскую сельскую администрацию, а в 2005 в Муниципальное образование «Бабинское» (сельское поселение).

## Население
| 2010  | 2012  | 2013  | 2014  | 2015  | 2016  | 2017  |
| ----- | ----- | ----- | ----- | ----- | ----- | ----- |
| 2934  | ↘2882 | ↘2816 | ↘2764 | ↘2723 | ↗2736 | ↗2769 |
| 2018  | 2019  | 2020  |       |       |       |       |
| ↘2765 | ↘2716 | ↘2678 |       |       |       |       |

## Населенные пункты
| Название        | Тип населённого пункта       | Население (чел.) | Почтовый индекс | код ОКАТО      |
| --------------- | ---------------------------- | ---------------- | --------------- | -------------- |
| Бабино          | село, административный центр | ↘1514            | 427004          | 94 216 805 001 |
| Байкузино       | деревня                      | ↘100             | 427004          | 94 216 805 006 |
| Бахилы          | деревня                      | ↗2               | 427004          | 94 216 805 011 |
| Большая Докья   | деревня                      | ↘3               | 427004          | 94 216 805 013 |
| Жеребенки       | деревня                      | ↘21              | 427004          | 94 216 805 007 |
| Кетул           | деревня                      | ↘75              | 427004          | 94 216 805 008 |
| Коньки          | деревня                      | ↘50              | 427004          | 94 216 805 003 |
| Ожмос-Пурга     | деревня                      | ↗261             | 427004          | 94 216 805 002 |
| Русские Бисарки | деревня                      | →0               | 427004          | 94 216 805 009 |
| Сапарово        | деревня                      | ↘293             | 427004          | 94 216 805 010 |
| Чукавинки       | деревня                      | →0               | 427004          | 94 216 805 015 |
| Чепаниха        | деревня                      | ↘88              | 427004          | 94 216 805 012 |
| Пальники        | деревня                      | ↘438             | 427004          | 94 216 805 014 |
| Пиканы          | деревня                      | ↘37              | 427004          | 94 216 805 004 |
| Никольское      | деревня                      | →0               | 427004          | 94 216 805 016 |

На территории сельского поселения находятся садоводческие некоммерческие товарищества: Пальники, Бисарки, Ключ, Пиканы, Здоровье-2, Сталевар, Южный-3, Полянка, Жеребинки, Прикамье, Лира и садоводческое объединение Василёк.

### Упразднённые населённые пункты
Указом Президиума Верховного Совета УАССР от 20.04.1978 исключены с учёта 4 деревни Бабинского сельского Совета Завьяловского района УАССР (Справочник по административно-территориальному делению Удмуртии/ Составители: О. М. Безносова, С. Т. Дерендяева, А. А. Королева. — Ижевск: Удмуртия, 1995. С. 291):
| №  | Название           | Тип населённого пункта | Год упразднения |
| -- | ------------------ | ---------------------- | --------------- |
| 1. | Девятово           | деревня                | 1978            |
| 2. | Малая Докья        | деревня                | 1978            |
| 3. | Симанки            | деревня                | 1978            |
| 4. | Удмуртские Бисарки | деревня                | 1978            |

## Экономика
- ООО «Бабинский мясокомбинат»
- ЗАО «Любава»
- ОАО «Завьяловская МТС»
- СПК «Восход»
- ЗАО «Пальниковское», преобразованное из одноимённого колхоза
- 146 крестьянских (фермерских) хозяйств, площадь сельхозугодий: 133,38 км²

## Объекты социальной сферы
- 8 школ, в том числе Бабинская средняя средняя общеобразовательная школа, Ожпургинская, Сапаровская, Чепанихинская, Кетульская, Байкузинская начальные общеобразовательные школы (все пять — структурные подразделения Бабинской СОШ), Пальниковская основная общеобразовательная школа
- 2 ДОУ
- Художественная школа
- 2 библиотеки
- 2 учреждения здравоохранения
- 6 фельдшерско-акушерских пунктов
- 5 клубов

## Комментарии
1. ↑  На основании Постановления Главы администрации района от 17.12.1993 № 41[12].